# Don't Stop Believin'
«Don't Stop Believin'» (en español: «No dejes de creer») es el título de una power ballad interpretada por la banda de rock estadounidense Journey, incluida en su séptimo álbum de estudio, Escape (1981). 
La canción fue escrita por Jonathan Cain, coescrita por Steve Perry y Neal Schon y producida por Kevin Elson y coproducida por Mike Stone. La compañía discográfica CBS Records la lanzó el 5 de octubre de 1981 como el segundo sencillo del álbum. A menudo considerada como su canción insignia, alcanzó un puesto entre las diez primeras canciones de la lista Billboard Hot 100.
Mike DeGagne de AllMusic ha descrito "Don't Stop Believin '" como una "canción de rock perfecta" y un "himno", que presenta "uno de los mejores riffs de teclado de apertura en el rock". Es la canción digital mejor vendida del siglo XX, con más de 7 millones de copias vendidas en los Estados Unidos.La revista Forbes la declaró la "Canción más grande de todos los tiempos".

## Estructura de la canción y referencias
La mayoría de las canciones tienen un estribillo que se repite varias veces a lo largo de la canción, pero el verdadero coro de "Don't Stop Believin '" (así como la primera mención de su título) no se escucha hasta el final de la canción, con solo 0:50 segundos restantes. Los escritores de la canción designaron las secciones musicalmente similares antes del coro como el "pre-coro". La estructura de la canción es:
1. Introducción (instrumental) (0: 00–0: 17)
2. Verso 1 (0: 17–0: 49)
3. Instrumental (0: 49–1: 05)
4. Verso 2 (medio cuerpo) (1: 05–1: 20)
5. Pre-estribillo 1 (1: 20–1: 54)
6. Instrumental (1: 54–2: 01)
7. Verso 3 (2: 01–2: 33)
8. Pre-estribillo 2 (2: 33–3: 05)
9. Instrumental (coro) (3: 05–3: 21)
10. Estribillo hasta desvanecerse (3: 21–4: 11)

La canción se reproduce en la clave de Mi mayor a un ritmo de 118 pulsaciones por minuto. El rango vocal es MI3 – DO#5. La progresión de acordes, tocada por el piano en la introducción y continuada durante la mayor parte de la canción, tiene una longitud de ocho acordes, siguiendo una progresión I-V-vi-IV-I-V-iii-IV.
El título de la canción proviene de algo que el padre del tecladista Jonathan Cain le decía con frecuencia cuando era un músico en dificultades que vivía en Sunset Boulevard, en Los Ángeles, listo para rendirse porque no estaba teniendo éxito en la industria de la música. Cada vez que llamaba a casa desesperado, su padre le decía: "No dejes de creer o estas terminado, amigo".
Si bien la letra menciona haber "nacido y crecido en el sur de Detroit", no hay lugar en el área de Detroit, Míchigan llamada "South Detroit"; la ubicación al sur del centro de la ciudad de Detroit es en realidad la ciudad canadiense de Windsor. Steve Perry ha dicho: "Probé en el norte de Detroit, intenté en el este y el oeste y no cantaba, pero el sur de Detroit sonaba tan hermoso. Me encantó la forma en que sonó, solo para descubrir después que en realidad es Canadá". Los habitantes de Detroit a menudo se refieren al "East Side" y al "West Side" de la ciudad, pero rara vez al norte (a veces llamado "8 Mile", después del camino del mismo nombre) o al sur (denominado "Downriver" o "Mexican Town"). La lírica "gente en la calle que vive solo para encontrar emoción" vino de Perry mirando gente caminando en las calles de Detroit en la noche después de un espectáculo.

### Personal de grabación

#### VersiónEscape
- Steve Perry - voz principal
- Ross Valory - bajo, coros
- Jonathan Cain - teclados, coros
- Neal Schon - guitarras principales y rítmicas, coros
- Steve Smith - batería y percusión

#### Versión en vivoRevelation
- Arnel Pineda - voz principal
- Ross Valory - bajo, coros
- Jonathan Cain - teclados, coros
- Neal Schon - guitarras principales y rítmicas, coros
- Deen Castronovo - batería y percusión, coros

## Cultura popular
En 2007, la canción ganó cobertura de prensa y un fuerte crecimiento en popularidad por su uso en la famosa escena final del final de la serie The Sopranos de HBO "Made in America". Steve Perry inicialmente dudaba en permitir que la canción se usara en Los Sopranos, pero luego estuvo de acuerdo.  Las descargas digitales de la canción se dispararon después de la emisión del episodio y la exposición motivó a los miembros de la banda a superar las dificultades que tenían en ese momento y encontrar un cantante principal de reemplazo después de la partida de Perry.
La canción se usó durante años en los juegos locales de Detroit Red Wings; especialmente durante los últimos minutos de victorias en los playoffs, la canción se suena durante la línea "nacido y criado en el sur de Detroit" para que los fanáticos locales puedan cantar la línea de la canción. Se jugó en la ceremonia de clausura en Joe Louis Arena en 2017. También se usa en numerosos eventos deportivos de Detroit.
La canción recibió un efecto positivo cuando se usó como número de cierre en Rock of Ages, un musical de jukebox con éxitos de los años 80. El espectáculo se emitió en Broadway de 2009 a 2015, y en 2012 se convirtió en una película protagonizada por Tom Cruise.

## Listas
La canción alcanzó el número ocho en la lista Mainstream Rock de Billboard, y el número nueve en la lista Billboard Hot 100. Se vendieron más de un millón de copias en vinilo. Es la canción número uno de descarga digital pagada lanzada originalmente en el siglo XX, y también fue la canción número 72 más descargada de 2008 y la canción número 84 más descargada de 2009 en la tienda, más de 27 años después de su lanzamiento. El 31 de agosto de 2009, la canción superó la marca de 3 millones en descargas pagas. Es la canción digital más vendida de una era pre-digital, y también fue la canción de rock más vendida en la historia digital hasta que fue superada por "Radioactive" de Imagine Dragons en enero de 2014. Se colocó justo fuera de las veinte canciones digitales más vendidas de todos los tiempos en septiembre de 2010. Ha vendido más de 7 millones de unidades digitales en los EE. UU. Hasta julio de 2017.
"Don't Stop Believin '" ha entrado en otras listas de todo el mundo en los últimos años, luego de un aumento en popularidad. En Irlanda, la canción alcanzó su punto máximo en el número 4, en 25 en Suecia después de muchas ejecuciones de listas, y en el número 50 en las listas holandesas.
Esta power ballad es una de las pistas de rock más populares de Irlanda y sigue estando entre las diez canciones más descargadas. La canción fue utilizada por personas de Waterford para apoyar al equipo de lanzamiento de Waterford en un intento por ganar el título de All Ireland en 2008.

### Éxito en las listas del Reino Unido
La canción fue lanzada en el Reino Unido en diciembre de 1981 y alcanzó su punto máximo en el número 62. "Don't Stop Believin '", nunca relanzado en el Reino Unido, mantuvo un seguimiento de culto y volvió a entrar en la lista de sencillos del Reino Unido. en febrero de 2009 en el número 94 debido a descargas digitales. El 1 de noviembre de 2009, después de una actuación en The X Factor, "Don't Stop Believin '" volvió a entrar en la lista en el número 52, y se elevó al número 19 una semana después. La canción permaneció en las listas durante tres semanas, antes de salir de los 40 principales. El 20 de diciembre de ese año, "Don't Stop Believin '" volvió a entrar en la lista en el número 9 después de que la canción se volvió a tocar nuevamente en The X Factor. La canción permaneció en el top 10 durante otras siete semanas en 2010, alcanzando un pico del número 6 en el proceso.

### Listas y certificados

#### Listas semanales
| Año       | Listas                              | País           | Posición en la lista |
| --------- | ----------------------------------- | -------------- | -------------------- |
| 1981-1982 | Kent Music Report                   | Australia      | 100                  |
| 1981-1982 | Canciones Top en Canadá             | Canadá         | 9                    |
| 1981-1982 | Top 100 de canciones                | Holanda        | 50                   |
| 1981-1982 | Lista de canciones del Reino Unido  | UK             | 62                   |
| 1981-1982 | Billboard Hot 100                   | Estados Unidos | 9                    |
| 1981-1982 | Mainstream Rock                     | Estados Unidos | 8                    |
| 2007      | Lista de canciones de Irlanda       | Irlanda        | 4                    |
| 2007      | Lista de canciones del Reino Unido  | UK             | 97                   |
| 2008      | Lista de canciones del Reino Unido  | UK             | 93                   |
| 2009      | Lista de canciones del Reino Unido  | UK             | 71                   |
| 2010      | Top 100 de canciones                | Holanda        | 68                   |
| 2010      | Suecia (Sverigetopplistan)          | Suecia         | 25                   |
| 2010      | Listas de canciones del Reino Unido | UK             | 6                    |
| 2011      | Listas de canciones del Reino Unido | UK             | 74                   |
| 2012      | Listas de canciones del Reino Unido | UK             | 88                   |
| 2013      | Top 40 de Austria                   | Austria        | 70                   |
| 2013      | Listas de canciones del Reino Unido | UK             | 44                   |
| 2015      | Suecia (Sverigetopplistan)          | Suecia         | 96                   |
| 2017      | Suecia (Sverigetopplistan)          | Suecia         | 79                   |
| 2018      | Suecia (Sverigetopplistan)          | Suecia         | 97                   |

#### Listas al final del año
| Año  | Listas                                 | País           | Posición en la listas |
| ---- | -------------------------------------- | -------------- | --------------------- |
| 1981 | Cashbox Top 100                        | Estados Unidos | 58                    |
| 1982 | Top Singles (Billboard)                | Estados Unidos | 73                    |
| 2009 | Listas de canciones del Reino Unido    | UK             | 65                    |
| 2010 | Canciones Hot 100 Europeas (Billboard) | Europa         | 67                    |
| 2010 | Listas de canciones del Reino Unido    | UK             | 24                    |